# ダーヴィッド・フォーゲル
ダーヴィッド・フォーゲル [フォーグル]（David Vogel［דוד פוגל］）(1891年5月15日～1944年3月10日)は、ウクライナ生まれのユダヤ人作家・小説家・詩人・ホロコースト犠牲者である。ヘブル語の他、イーディッシュ語でも書いた。主にウィーンとパリで暮らし、主な作品に『結婚生活』がある。

## 生涯
1891年5月15日、フォーゲルは、当時ロシア帝国領だったウクライナのポドリア郡サタニヴの町に生まれる。ユダヤ人としてユダヤ人のコミュニティーで育ち、地元のユダヤ人教育を受けた後、18歳の頃に現リトアニアの大都市ヴィリニュスに出て、その地のユダヤ教学校（イェシヴァ）で本格的にヘブル語を修める。
1912年すなわち20歳を過ぎた頃にオーストリアのウィーンに移り、ヘブル語教師をしながら著作に没頭した。およそ2年後に第一次世界大戦が始まると、オーストリアの敵国である帝政ロシアの国籍であったため1916年まで戦時収容された。1919年頃は結婚していたが最初の妻イルカは結核に冒されて死んだ。
1925年、フランスのパリに移り住んだが、この頃はオーストリアの市民権を取得していてオーストリアのパスポートを持っていた。数年後に、ナダ・アドラーという女性と二度目の結婚をした。1929年、新婚の彼らはパレスチナ（現イスラエル）に移住するが環境が合わず一年ほどでヨーロッパに戻った。彼らの娘タマルはパレスチナで生まれ、第二次世界大戦を生き抜き、後に米国に移住している。
1930年、一家はパレスチナを去るとポーランドのワルシャワやオーストリアのウィーンなどを転々とした後、結局1932年になってフランスのパリに戻っている。しかし、第二次世界大戦が勃発した年の1939年にはフランス東南部のオートヴィル（Hauteville）に逃れ、二度目の妻ナダの結核治療に当たった。ところが当時のフランス政府の敵国であるオーストリアの国民として同年10月3日には逮捕収監されることとなった。
翌1940年8月、ナチスがフランスに侵攻しヴィシー政権フランスになると釈放されオートヴィルに帰ることが許された。しかし、1944年になって、ゲシュタポのユダヤ人狩りに遭い、逮捕されて、フランス国内のリヨン市にあるモンリュック（Montluc）刑務所からパリ郊外のドランシー移送収容所に送られた後、ポーランドのアウシュヴィッツに残雪のある春先に移送され、選別ののち数日のうちに殺されたとみられる。

## 主な作品
- Lifnei Sha'ar ha-Afel (70 poems), Vienna (1923)
- Le-ever ha-Dmamah (78 poems), posth. ed. Tel Aviv (1983)
- They All Went Out to Battle (Yiddish)
- In the Sanatorium (1927)日本語訳『サナトリウムにて』
- Facing the Sea, Paris (1932)日本語訳『海に面して』
- Married Life (1929; Menakhem Perry's version 1986) 日本語訳『結婚生活』
- רומן וינאי (c. 1937-1938; posth. ed. Tel Aviv 2012)日本語訳『旅路：ウクライナ、ウィーン、パリ』
- Extinguished Stations (ed. Menakhem Perry) (1990)